# Nietzsche a wolna wola
XIX-wieczny filozof Friedrich Nietzsche znany jest jako krytyk judeochrześcijańskiej moralności i religii w ogóle. Jednym z podnoszonych przez niego argumentów przeciwko prawdziwości tych doktryn jest to, że polegają one na koncepcji wolnej woli, a ta, jego zdaniem, nie istnieje.

## Schopenhauer
W Wiedzy radosnej Nietzsche chwali Schopenhauera za jego „nieśmiertelne nauki o intelektualności wyobrażenia, o aprioryczności prawa przyczynowości ... i niewolności woli”, które nie dość zrozumiano. Poniżej więc krótkie przytoczenie poglądów tamtego filozofa.

### Prawo przyczynowości
Schopenhauer dowodził w Poczwórnym źródle twierdzenia o podstawie dostatecznej – w zgodzie z Kantem, a przeciw Hume’owi – że przyczynowość jest zawarta w obserwowalnej rzeczywistości jako jej zasada, tzn. poprzedza i umożliwia ludzkie postrzeganie (tzw. aprioryczność zasady przyczynowości), a nie jest jedynie obserwacją czegoś prawdopodobnego, statystycznie częstego, co jednak wcale nie dzieje się „z zasady” (empirycyzm przyczynowości). Więcej na temat tego sporu w filozofii w artykule wolna wola.

### Wolność fizyczna
W swej rozprawie O wolności ludzkiej woli Schopenhauer zwie fakt, że możemy robić, co chcemy, wolnością fizyczną, tj. brakiem przeszkód fizycznie obecnych, co nie jest tożsame z wolnością moralną. „Wolny” fizycznie oznacza: taki, który działa zgodnie z własną wolą; gdy próbuje się odnieść to pojęcie do samej woli, powstaje pytanie „czy wola sama jest chciana?”, „czy chcesz, by wola stała się taką-a-taką?”. Jest to więc specyficzny aspekt twierdzenia o wolności, w którym akcentuje się, czy przebieg świadomości odbywa się istotnie w sposób chciany. Problem chcenia pojawia się w Tako rzecze Zaratustra, np. w rozdziale „O zaświatowcach”.

### Konieczność a przypadkowość
W O wolności ludzkiej woli Schopenhauer prezentuje znane zresztą w filozofii rozróżnienie między koniecznością a przypadkiem. Zwie on koniecznym to, co wynika z danej dostatecznej podstawy (tj. to, co jest już pewne – skoro wiadomo, że zaszła dostateczna podstawa). Natomiast przypadkowym (względem pewnej podstawy) jest to, co z niej nie wynika (toteż np. dwa niepowiązane zdarzenia mogą być względem siebie przypadkowe: np. przy przebiegnięciu czarnego kota przez ulicę i utracie pracy tego samego dnia). Jako że wolność moralna oznacza brak konieczności, oznaczałoby to brak jakiejkolwiek podstawy: „Musielibyśmy zatem określić je jako to, co absolutnie przypadkowe”.
A zatem pytanie o wolność woli staje się tym samym pytaniem o to, czy coś zależy od innej rzeczy (stanu, zdarzenia), tzn. jest w pewien sposób przezeń zdeterminowane, czy nie zależy od niczego (a wówczas nazywamy to przypadkiem). Lub, innymi słowy, czy to coś może być przewidziane: czy jest pewne (jeśli znane jest istnienie lub nie dostatecznej podstawy), czy nie. Por. argument Lutra: wszystko jest dla niego koniecznością, gdyż Bóg to już wie.

## Analizy Nietzschego

### Siła woli
W Poza dobrem i złem Nietzsche krytykuje koncepcję wolnej woli zarówno negatywnie, jak i pozytywnie. Zwie ją logicznym gwałtem wynikającym z wybujałej dumy człowieka; i ideę tę nazywa chłopską naiwnością. To ostatnie zapewne odnosi się do wizji typowego człowieka o Bogu, który (po upływie wiekuistego oczekiwania) tworzy świat, a następnie czeka i obserwuje (będąc wszakże wciąż „poza czasem”): po czym zaskakuje go i przytłacza to, co widzi. (Wizję tego typu przytacza Nietzsche w Antychryście.)
Następnie pokazuje, że wolna wola w ogólności stanowi błąd causa sui:

Pragnienie „wolności woli”, w owym najwyższym rozumieniu metafizycznym, jakie, niestety, nadal jeszcze panuje w na wpół wykształconych głowach, pragnienie, by samemu ponosić całą i ostateczną odpowiedzialność za swoje czyny i uwolnić od niej Boga, świat, przodków, przypadek, społeczeństwo, jest bowiem niczym innym jak pragnieniem, by być właśnie ową causa sui i by, z więcej niż Münchausensowską zuchwałością, wyciągnąć samego siebie za włosy z bagna nicości w istnienie.

Wreszcie sugeruje on, że jedyną realną sprawą w odniesieniu do woli jest to, czy jest ona silna (tj. trudna do złamania), czy słaba:

„Niewolna wola” jest mitologią: w rzeczywistym życiu chodzi jedynie o silną lub słabą wolę.

Nic nie jest (ani nie może być) w pełni odporne na bodźce, bo to by znaczyło, że jest niezmienne: podczas gdy nic na tym świecie nie jest ani nie może być niezmienne. Kontynuuje on tu więc kwestię schopenhauerowskiej wolności fizycznej: „czy chcesz, co chciałeś chcieć”.
Wolę generalnie uważa się za władzę umysłową. „Wolność” woli można by więc wyłożyć jako: władza woli (por. odpowiedni passus z Antychrysta, gdzie sprzeciwia się on w ogóle psychologii opartej o wolę). Wola ma władzę nad działaniami, nad wieloma rzeczami; a zatem, rzeczy są zdeterminowane przez wolę. Lecz czy ta władza jest nieograniczona? Czy wola rządzi, choć sama nie jest rządzona? (I dalej: czy chrześcijanin chce grzeszyć?) – Nietzsche odpowiada przecząco. Bezbożny człowiek staje się pobożnym wskutek „łaski”, nie chciał tego; i podobnie, pobożny człowiek staje się bezbożnym bez żadnej zasługi czy winy. Nietzsche sugeruje w wielu miejscach, że skoro człowiek pobożny traci wiarę, dzieje się tak z powodu władzy jego wartości nad nim, jego woli prawdy...

### „Ja”, wola i przypadek
Wola jest czymś, co determinuje ludzkie czyny, myśli itd. To wola czyni człowieka niechętnym, by rzucać o coś monetą (zob. Antychryst o chrześcijanach: „w rzeczywistości czynią, czego niechać nie mogą”). Problem brzmi, czy nią samą coś rządzi? I tutaj występują dwa pojęcia, które komplikują obraz: pojęcia „ja” oraz „przypadek” (tj. coś niezależnego od wszystkiego, poza kontrolą).
Pojęcie „ja” (jak w zdaniach „zależy ode mnie”, „to ty tego chciałeś”) zostało rozpoznane jako puste już w przedmowie Poza dobrem i złem (lub jako związane z przesądem o duszy). Później Nietzsche wyraża to jaśniej, że jest ono tautologią („co zrobię? jaka będzie moja decyzja?” – „to zależy od ciebie” – oznacza to w rzeczywistości: twoja decyzja zależy od twojej decyzji, coś dzieje się w twoim umyśle i nie gdzie indziej...). Zob. np. w Z genealogii moralności:

Tak samo bowiem, jak lud oddziela błyskawicę od jej światła i to ostatnie uważa jako jej czynność, jako działanie podmiotu, który się zwie błyskawicą, tak moralność tłumu także oddziela siłę od zewnętrznych siły objawów, jak gdyby poza silnym istniało obojętne podścielisko, któremu jest pozostawione do woli objawiać siłę lub też nie. Lecz nie ma takiego podścieliska; nie ma żadnego „bytu” poza czynieniem, działaniem, stawaniem się; „czyniciel” jest tylko zmyśleniem do czynienia dodanym – czynność jest wszystkim. Tłum podwaja w gruncie czynność, każąc błyskawicy świecić; jest to czynczyn: to samo zdarzenie stawia raz jako przyczynę, a potem jeszcze raz jako jej skutek. (...) „my, słabi, jesteśmy niestety słabi; dobrze jest, jeśli nie czynimy nic, do czego nie jesteśmy dość silni”. Lecz ten cierpki stan rzeczy, ta roztropność najniższego rzędu, którą mają nawet owady (przecie udają martwość, by nie „za wiele” czynić wobec wielkiego niebezpieczeństwa), przybrała dzięki owemu fałszerstwu i samoobłudzie bezsilnych strój pełnej zaparcia się, cichej, wyczekującej cnoty, jak gdyby słabość słabego – to znaczy przecie jego istota, jego działanie, jego nieunikniona, nieodłączna rzeczywistość – była dobrowolnym wysiłkiem, czymś chcianym, czymś z wyboru, czynem, zasługą.

To samo jednakże można też zastosować do moralnej słabości chrześcijanina (jego braku oporu), który oczywiście wolałby nie grzeszyć i skonstruowałby siebie inaczej, gdyby tak się dało. „Zaś niejeden umie sobie rozkazywać, aliści wiele do tego brak, aby siebie usłuchał!” – Nietzsche krytykuje ideę „wolnego wyboru”, a nawet w ogóle „wyboru” (zob. koniec powyższego cytatu): człowiek nie chce „wybierać”, człowiek chce potwierdzać siebie („wola mocy”).
Następną kwestią jest rola przypadku. Jeśli zmiana wprowadzona w człowieku nie jest zbyt duża, na przypadek generalnie odpowiada wola, gdzie tylko jest wola. Nietzsche nazywa to „wyzwoleniem (przypadku)”. Temat ten świta już w Ludzkim, arcyludzkim i powraca w wielu miejscach Zaratustry. Na przykład w części 3 jest on tak omówiony:
Jam jest Zaratustra, bezbożnik: przypadkowe nawet zdarzenia przegotowuję we własnym garnku. I wówczas dopiero, kiedy mi się ugotowały, rad je pożywam jako swój pokarm.
I zaprawdę, niejeden przypadek zbliżał się do mnie władczo: lecz bardziej jeszcze władcza przemawiała doń ma wola (...)
Wcześniej w tej części:
„Spłynął już czas, kiedy przypadki napotykać mnie mogły; cóż by dziś jeszcze przytrafić mi się mogło, co by nie było już mojem!”
Ujmując to krótko: gdyby było tak, że „my wybieramy przypadek”, to panowałby determinizm (gdyż „my”, „my sami” znaczy: nasza wola i jej zdolności wyszukiwania i determinowania). Skoro zaś dzieje się inaczej („przypadek wybiera nas”), to panuje indeterminizm. Lecz to ostatnie oznaczałoby, że w danej sprawie nie mamy woli, tzn. zdarzenie jest dla nas moralnie obojętne, adiafora, niczemu się nie sprzeciwia (a zatem tym bardziej nie występuje wina).

### Konieczność w człowieku. Czym jest „niewolna wola”?
Skoro mówi się o wolnej woli, to jest ona oczywiście pewną rzeczywistością ograniczoną (gdyby „wolność” oznaczała „wszystko”, nie byłoby potrzebne specjalne słowo). Co stąd wynika? Że muszą istnieć zdarzenia zewnętrzne wobec czyjejś wolności: a zatem oprócz „wolnej woli” powinna, konsekwentnie, istnieć też „niewolna wola”. Jakkolwiek Nietzsche uważa oba pojęcia za zupełnie fikcyjne, daje on pewne wskazówki o stojącej za nimi rzeczywistości psychologicznej:

Stany mocy imputują człowiekowi uczucie, iż się nie jest przyczyną, iż jest się nieodpowiedzialnym za to – przychodzą one niechcący: a zatem my nie jesteśmy sprawcami – niewolna wola (tzn. świadomość dokonanej w nas zmiany, bez uprzedniego chcenia z naszej strony) wymaga jakiejś woli cudzej.

W skrócie: nieoczekiwana zmiana. Wracając teraz do już wspomnianej definicji, przypadek oznacza: to, czego nie da się przewidzieć. Jeśli przypadkowość wpływa na człowieka (nieujarzmiona, sięgając nawet jego świadomości), to występuje „niewolna wola”. Toteż, ilekroć nazywamy coś wolnym, czujemy, że jest wolne, krótko: czujemy swą władzę, jest to deterministyczne, jest koniecznością. I w istocie Nietzsche mówi to ustami Zaratustry:
Hen, w dalekie przyszłości, których żaden sen jeszcze nie oglądał, w gorętsze południe, niźli je kiedykolwiek malarze śnili: tam, gdzie bogowie tańczący szat wszelkich się wstydzą. (...)
Gdzie czas wszelki zdał mi się błogim szyderstwem z chwili, gdzie konieczność wolnością snadnie była, kolcem wolności błogo igrającą.
To samo w Poza dobrem i złem:

Artyści mogą mieć tutaj jeszcze subtelniejsze wyczucie: oni, którzy aż nadto wiedzą, że ich poczucie wolności, subtelności, pełni mocy [Vollmacht – dosłownie: pełnomocnictwa], twórczego ustanawiania, zarządzania, kształtowania swój szczyt osiąga właśnie wtedy, gdy niczego nie czynią już „arbitralnie”, a wszystko czynią z konieczności – krótko mówiąc, że konieczność i „wolność woli” są wówczas u nich jednością.

### Świat niedeterministyczny?
W jeszcze innym fragmencie Zaratustry Nietzsche twierdzi, że gdy patrzymy dostatecznie długookresowo i z perspektywy lotu ptaka dostatecznie wielkich najwyższych potęg, przypadek nie ma znaczenia, gdyż jest podporządkowany i krok po kroku ograniczany i adaptowany przez naturalne prawa i konieczności, które stanowią porządek świata i ewolucji:

Jeśli choć jedno tchnienie z twórczego nawiedziło mnie tchnienia, z onego musu niebiańskiego, co przypadki nawet wzmaga i w gwiezdne koliska pląsać je zniewala.

Dla Nietzschego wszystko na tym świecie jest wyrazem woli mocy. Istnieć – to reprezentować wolę mocy, wywierać wpływ (por. podobne poglądy uczniów Protagorasa w Teaitecie Platona). Można wywierać wpływ tylko na to, co istnieje. A zatem (poprzez indukcję) czyn zmienia wszystko począwszy od danego momentu. Gdyby jedna rzecz była inaczej, wszystko musiałoby być inaczej (i w ogólności także wstecz). Inaczej niż u Chestertona, tej ogólnej reguły nie przekreślają nawet absolutne przypadki: oczywiście one też zmieniają bieg świata, ale wciąż: gdyby jedna rzecz była inaczej, wszystko musiałoby być inaczej.
Kilku badaczy argumentowało, że Nietzsche nie był deterministą w swym poglądzie na świat. W Tako rzecze Zaratustra absolutna przypadkowość (może nie jako istota rzeczywistości, ale jako jakaś jej część) daje się pomyśleć, ba, może nawet istnieje:

Zaprawdę, błogosławieństwo to, a nie lżenie, gdym pouczał: „Ponad rzeczami wszystkiemi stoi niebo przypadku, niebo bezwiny, niebo trafu, niebo zuchwałego pokuszenia”.

### Kwestie odpowiedzialności i moralności
Ponieważ causa sui jest w opinii Nietzschego nonsensem, nawet przypadkowi można by przypisać podstawę (jedynie „całość” nie ma podstawy), nazywając ją „boskimi kośćmi” (lub „Boskim Planem”):
Jeślim kiedykolwiek na boskim stole ziemi w boskie grał kości, aż ziemia drżała i, rozwierając się, ogniste wywnętrzniała rzeki.
A stołem boskim jest ziemia, drżącym od twórczych nowych słów i boskich kości.
Zdaniem Nietzschego nikt nie jest odpowiedzialny ani za konieczności (prawa i moce), jakie reprezentuje, ani za przypadki, jakie napotyka (które zwyciężają bezwolnego – i które, jako rzeczy totalnie niezawisłe od czegokolwiek, tylko „istota najwyższa” mogłaby zmienić); koniec końców, nikt nie jest absolutnie i zupełnie odporny, zawsze mogłoby zdarzyć się coś, co zmienia człowieka dostatecznie głęboko.
Z Jutrzenki:

Gwoli uspokojeniu sceptyka. – „Zgoła nie wiem, co czynię! Zgoła nie wiem, co mam czynić!” – To prawda, nie wątp jednakże, że jesteś czyniony! W każdym momencie! Przez wszystkie czasy ludzkość myliła tryb bierny z czynnym, jest to jej wiekuisty błąd gramatyczny.

W Zmierzchu bożyszcz Nietzsche tak pisze o fatalizmie i odpowiedzialności:

Cóż może być naszą jedyną nauką? – Że nikt nie nadaje człowiekowi jego właściwości, ani Bóg, ani społeczeństwo, ani jego rodzice i przodkowie, ani on sam (odrzucone tutaj niedorzeczne wyobrażenie było po raz ostatni, jako „intelligibilna wolność”, przedmiotem nauki Kanta, a być może już i Platona). Nikt nie jest odpowiedzialny za to, że w ogóle istnieje, że jest taki a taki, że znajduje się w danych warunkach, w danym otoczeniu. Fatalności jego istoty nie sposób wyłączyć z fatalności wszystkiego, co było i co będzie. Nie jest on następstwem jakiegoś szczególnego zamierzenia, jakiejś woli, jakiegoś celu, wraz z nim nie podjęto próby osiągnięcia „ideału człowieka” czy „ideału szczęścia”, czy też „ideału moralności” – absurdalna jest chęć przesunięcia jego istoty ku jakiemuś celowi. Sami wynaleźliśmy pojęcie „cel”: w samej rzeczywistości nie ma celu... Istnieje się w sposób konieczny, jest się cząstką przeznaczenia, należy się do całości, istnieje się w całości – nie istnieje nic, co nasz byt mogłoby osądzać, mierzyć, porównywać, potępiać, gdyż oznaczałoby to osądzać, mierzyć, porównywać, potępiać całość... A przecież nie ma niczego poza całością! Że nikt nie jest już obarczany odpowiedzialnością, że sposobu istnienia nie można sprowadzać do causa prima, że świat nie jest jednością ani jako sensorium, ani jako „duch”, to dopiero jest wielkim wyzwoleniem – dopiero w ten sposób zostaje przywrócona niewinność stawania się... Pojęcie „Bóg” było dotychczas największym zarzutem wobec istnienia... Przeczymy Bogu, przeczymy odpowiedzialności w Bogu: dopiero tym wybawiamy świat.

### Wolna wola jako błąd psychologiczny
Krytyka wolnej woli przez Nietzschego ma zasadniczo dwa aspekty: filozoficzny (fatalistyczny) i psychologiczny. Fatalizm pozwala Nietzschemu teoretycznie dowodzić błędu doktryn moralnych, które – najogólniej rzecz biorąc – wymagałyby od grzesznika zmiany swego przeznaczenia (np. zmiany praw natury, wpływania na przypadki leżące zupełnie poza zakresem jego kontroli), co jest z definicji niemożliwe. Jednak taka teoria nie byłaby dość przekonująca, gdyby zarazem nie usunąć wrażenia kontroli i wciąż ponawianych prób kojarzenia go z „wolnością woli”, i budowania w oparciu o to filozofii. Potrzebna jest zatem krytyka psychologiczna.
Jeśli zgodzić się, że „wolność woli” oznacza władzę woli, która rządzi, ale sama nie jest rządzona, to wystarczyłoby w gruncie rzeczy wykazać, że to nie wola rządzi ludzkim postępowaniem, aby obalić samo pojęcie, wykazać, że „tego nie ma”. I Nietzsche do takiej krytyki się posuwa. Dla Nietzschego pojęcie „woli” jest ściśle związane psychologicznie z pojęciem zamiaru (często zestawia te dwa), może nawet są to dla niego słowa tożsame. Zamiar można by następnie wyłożyć, według zwykłej definicji, jako planowanie i intelektualne przewidywanie (zwłaszcza skutków); według Nietzschego przede wszystkim antycypowanie czynów, które same w sobie z zamierzania, czyli tu przewidywania, wynikać nie muszą.
W Zmierzchu bożyszcz Nietzsche przedstawia błąd fałszywej przyczynowości tuż przed błędem wolnej woli:

Z tych trzech „faktów wewnętrznych”, w których przyczynowość zdawała się mieć gwarancję, pierwszym i najbardziej przekonującym jest fakt woli jako przyczyny; ujęcie świadomości („ducha”) jako przyczyny, a następnie jeszcze ujęcie „ja” („podmiotu”) jako przyczyny zrodziły się znacznie później, gdy przyczynowość z woli stała się pewna jako fakt dany, jako empiria... Z czasem zastanowiliśmy się nad tymi kwestiami. Dzisiaj nie dajemy już wiary żadnemu z tych słów. (...) Tak zwany „motyw”: kolejny błąd. Jest on tylko powierzchniowym zjawiskiem świadomości, czymś występującym obok czynu, co raczej maskuje antecedentia czynu, niż je przedstawia. (...)

po czym, w punkcie dotyczącym już wprost wolnej woli, zauważa:

Przedstawiono ludzi jako „wolnych”, by móc ich sądzić i karać – by mogli stać się winnymi: w konsekwencji, musiano pomyśleć każde działanie jako chciane, a źródło każdego działania jako leżące w świadomości (przez co najbardziej podstawowe fałszerstwo in psychologicis uczyniono samą zasadą psychologii...)

Podobnie w Antychryście: „wola już nie «działa», już nie «porusza»...”, „przez to żadnej władzy rozumieć już nie wolno”. To niewyprowadzanie czynów prostą drogą z zamiarów, które są tylko przewidywaniem (towarzysząca samoświadomość tego, co ma nadejść), lecz upatrywanie ich źródeł w czym innym (np. odruchach, nawykach, popędach), jest nawet dla Nietzschego jedną z istotniejszych różnic między psychologią średniowieczną (tomistyczną) a nowoczesną.
Słowa Nietzschego okazały się prorocze, gdyż nowoczesna neuronauka, w szczególności słynny eksperyment Libeta (lub Kornhubera) i inne tego typu, potwierdzała nieraz, że decyzja o czynie zapada poza (samo)świadomością (popularnie zwaną wolą), która przychodzi nawet do pół sekundy później.

## Wnioski Nietzschego

### O człowieku i wolności
W Antychryście Nietzsche argumentuje, że człowieka powinno się traktować nie inaczej niż jak maszynę. Nawet jeśli doda się pewien ogólny chaos (przypadkowość) do tego obrazu, nic to nie zmienia. Przypadek jest niewinny.
Nietzsche zwraca uwagę na słabość tak człowieka, jak i Boga. Człowiek chce dobra, „Bóg” chce dobra, a jednak dzieje się zło. Więc gdzie jest ta „wolność” (tj. władza) woli? I gdzie ten dobry Bóg?

### O dobru i złu
Te dwie ludzkie oceny dotyczą rzeczy z gruntu przemieszanych ze sobą i współzależnych. Dobro powoduje zło, a zło wywołuje dobro Dychotomia między dobrym Bogiem a złym diabłem jest „dualistyczną fikcją”.
Już w Zmierzchu bożyszcz (cytat powyżej) oraz następnie w Antychryście wszelkie koncepcje czy to życia jako próby, czy wprowadzenia jakiegoś moralnego (zewnętrznie uzasadnionego) „zadania”, „celu” czy „woli Bożej” uznaje się za fałszywe. Są one częścią „błędu wolnej woli” polegającego na niezrozumieniu fatalizmu życia, tj. jego bycia kształtowanym przez siły wyższe.

### O zorganizowanej religii
Religia jest formą kontrolowania ludzi: jedna machina człowiek próbuje osiągnąć władzę nad inną. Nawet samo pojęcie „wolność”, bardzo często używane przez teologów, w swym pozytywnym sensie znaczy właściwie tyle, co „władza”. Religia nie jest w żaden sposób bardziej „spełnianiem woli Boga” niż cokolwiek innego. Jako że Bóg jest pierwotny i wszechmocny, jego wola jest z definicji zawsze spełniona (niemożliwym jest, by czegoś chciał, a to było niespełnione).
Kapłan, moralista nie czyni w istocie nic dla „zbawienia” człowieka, a jedynie rządzi, a nawet postępuje przy tym w sposób, który tak poza tym uznano by za niemoralny.
Nietzsche posuwa się do analizy filologicznej Pisma Świętego i domysłów odnośnie do osoby Jezusa. Twierdzi, że nie było jego zamysłem, by mu służono, bo zresztą Bóg i tak wszystkim rządzi; przeciwnie, zdaniem Nietzschego, Jezus walczył z kościelnością i starotestamentowym poczuciem grzechu. I tak w Antychryście chrześcijaństwo przedstawione zostaje jako zepsucie oryginalnej doktryny Jezusa o równych prawach wszystkich, by być dziećmi Bożymi, doktryny o braku winy i o braku przepaści między Bogiem a człowiekiem.
Sama „wolność woli” została wynaleziona przez kapłanów tylko po to, by zawładnąć procesem ludzkiego myślenia – i nic więcej. A żeby nim zawładnąć, trzeba je wpierw oderwać od natury.

### O śmierci Boga i nihilizmie
Upadek chrześcijańskich wartości nie jest skutkiem – jak to dotąd prezentowano – wolnej woli ludzkiej. Wartości najwyższe (zwłaszcza dawniej powszechne w kulturze europejskiej) obalają się same wskutek wewnętrznych sprzeczności oraz współgry z naturą.

Wszystkie wielkie rzeczy niszczeją same sobą, przez akt unicestwienia samych siebie. Tak chce prawo życia, prawo koniecznego samoprzezwyciężenia się w istocie życia – zawsze zwraca się w końcu do samego prawodawcy wołanie: patere legem, quam ipse tulisti [poddaj się prawu, któreś sam ustanowił]; w ten sposób zniszczało chrześcijaństwo jako dogmat własną swą moralnością; w ten sposób musi teraz chrześcijaństwo zniszczeć też jako moralność – stoimy u progu tego wydarzenia.